# BiblioCommons
BiblioCommons es una conocida compañía privada, con base en Toronto, Canadá, que desarrolla servicios web para bibliotecas con catálogo en línea.
Utilizado en más de 200 bibliotecas públicas en cuatro países, actualmente utilizan BiblioCommons OPAC (Online Public Access Catalog).
Se integra con el Sistema de Biblioteca Integrada (ILSs) y crea el paquete OPAC, que se basa en búsquedas por sustitución de características intuitivas, integración de cuenta, nuevas herramientas de búsqueda, integración de Ebook, recomendaciones personales de la biblioteca y la capacidad de crear una comunidad alrededor de la colección que existe en la biblioteca.
Otros servicios incluidos son BiblioMobile; BiblioCMS (sistema de administración del contenido) con capacidad de dirigir sitios web con opciones de web dinámica; BiblioSitios de verano para integrar micrositios de lecturas; BiblioSchools para hacer público recursos de biblioteca disponibles a través de la biblioteca escolar; Biblio Digital utilizado para integrar ebooks comprados; y BiblioEvents intrega listados de acontecimiento directamente al catalogar. Existen muchas más opciones, módulos, y asimismo las mejoras son trabajadas todo el tiempo.[cita requerida]
En 2008, Revista de Biblioteca llamó BiblioCommons "un sistema de descubrimiento social revolucionario para bibliotecas".
BiblioCommons realizó un arreglo con Conocimiento Ontario, que se formalizó en el proyecto "Conecta Ontario" .

## Orígenes
Enpezó como una iniciativa sin fines de lucro de alfabetización para la juventud y no como una compañía de software. Su cofundador Beth Jefferson estuvo interesado en las maneras en que utilizaban los adolescentes las tecnologías emergentes para comprometerse con la cultura popular y cómo podría ser mejorada la alfabetización en la juventud si su contexto social era online. El Proyecto perF!nk (Percibe. Sentir. Pensar) fue el resultado y aquello emergió ganando un premio nacional de la Asociación de Tecnología de la Información de Canadá (ITAC). Esto atrajo mucha atención y particularmente, de las bibliotecas.[cita requerida]

### De perF!nk a BiblioCommons
El proyecto perf!nk (Perceive.Feel.Think.) llamó la atención de la Asociación de Bibliotecas de Ontario OLA (The Ontario Library Association) que financió la búsqueda durante 18 meses, BiblioCommons condujo encuestas y más de 100 entrevistas personales en cuatro sistemas de biblioteca para explorar las posibilidades de revisión del catálogo de la biblioteca. Tres agencias provinciales canadienses quedaron suficientemente impresionadas con la búsqueda y los resultados. Es así como fueron financiados los prototipos para adquirir las suscripciones de avance, este compromiso habilitó a BiblioCommons la construcción de los servicios previstos y pudo despertar el interés en las bibliotecas de aquellas jurisdicciones.

### De beta a producción
Luego de 18 meses de búsqueda de usuarios y un largo año de pruebas en beta, con seis bibliotecas, y procesos de retroalimentación, BiblioCommons creó el prototipo del catálogo BIblioCore. 
BiblioCommons relanzó su rediseño de servicios a varios sistemas grandes en 2009.

## Buscador e índice
La caja de búsqueda básica está construida sobre la pertinencia automática de un ranking de algoritmos, mapeo de datos, búsquedas por facetas, detección de lengua natural, y un "quieres decir" funcionalidades que hacen la búsqueda en el catálogo online de la biblioteca pública más fácil e intuitiva, contando con opciones de consulta por formato como ubicación, disponibilidad, tema, fecha de publicación, etiqueta.
Los usuarios que ingresan en el sistema del catálogo online de bibliotecas pueden añadir etiquetas a libros, índices, recomendaciones por edad, reseñas de libros, y más. Cualquier opción añadida al catálogo BiblioCore puede ser visto por otros usuarios en el sistema BiblioCommons.
Los usuarios pueden crear estanterías para agrupar libros; como así también las opciones de "completado", "en progreso", y "para más tarde" para dirigir y secuenciar el progreso de lectura.

## Otros productos
BiblioCommons También ofrece otros módulos y productos de trabajo con BiblioCore para bibliotecas públicas.
- Biblio Sitios de verano: Sitio de micro-sitios que puede ser añadido a un catálogo de biblioteca para crear un grupo de lectura de verano para niños/as, adolescentes, y adultos. Los sitios son avatares personalizables con placas que puede ser otorgadas a través de objetivos, retos y concursos.
- BiblioCMS: Es un sistema de administración de contenido completo para sitios web de biblioteca.
- BiblioCore: Reemplaza toda la funcionalidad tradicional del catálogo de bibliotecas online y se integra con descubrimientos y experiencias interactivas que experimentan diariamente los usuarios en otro lugar en la web. Reemplaza la biblioteca tradicional OPAC (Online Public Access Catalog).
- BiblioDigital: Plataforma eBook que permite a las bibliotecas entregar eBooks a través del catálogo, en vez de un tercer sitio web. Está diseñado para trabajar con cualquier eBook vendedor, de modo que las bibliotecas pueden exhibir sus libros en una interfaz, y los usuarios pueden acceder y leer su eBooks a través de un entorno de centralización de la biblioteca. BiblioDigital fue creado en formato beta en mayo de 2013.
- BiblioEvents: Integra creación de acontecimientos y características de programas al catálogo de biblioteca.
- BiblioMobile: Está ofrecido como módulo para BiblioCore y es un sitio de aplicaciones para Android, iPhone, y otros navegadores móviles. Crea una plataforma amigable móvil del catálogo de biblioteca y su sitio web.
- BiblioSchools: Tiene los recursos enteros de la biblioteca pública disponible para educadores y estudiantes a través del catálogo de la biblioteca escolar. Actualmente, cuenta con el apoyo de Follett por la Destiniy ILS.

## Servicio bibliotecario
Desde abril de 2014, ha sido adoptado por más de 200 bibliotecas en Australia, Canadá, Nueva Zelanda, y los Estados Unidos, y registró más de cinco millones de usuarios[cita requerida]
El sistema beta de BiblioCommons fue probado y utilizado desde julio de 2008 en la Biblioteca Pública Oakville.[cita requerida]
La segunda red de biblioteca que lanzó BiblioCommons fue Perth County Information Network del Condado de Ontario, el cual incluye la Biblioteca Pública de Perth este, Biblioteca Pública Stratford, y Biblioteca Pública del oeste de Perth.[cita requerida]  La red de bibliotecas fue creada con BiblioCommons en agosto de 2009 y oficialmente lanzada en octubre de 2009.
Desde 2011, la Biblioteca Pública de Brooklyn y la de Nueva York han utilizado el catálogo de BiblioCommons, como así también la Biblioteca Pública de Boston, Bibliotecas de ciudad de la Iglesia Cristiana, Biblioteca Pública Edmonton, Biblioteca Pública del Condado de Multnomah, Ottawa, Princeton, Seattle, Vancouver, Biblioteca Regional de Yarra Abundancia, entre otras.
El Sistema de Biblioteca del Condado de Rey fue lanzado con el catálogo online de BiblioCore en diciembre de 2013,[cita requerida] y el sistema de la Biblioteca Pública de Chicago en abril de 2014 con BiblioCore y BiblioCMS (Sistema de Administración del Contenido).[cita requerida]

### ILS Integración
Integrar un Sistema Integrado de Biblioteca (ILS).El ILSs con el que BiblioCommons actualmente trabaja es: Carl-X, Perennifolio, Horizonte, Milenio, Polaris, Sierra, Sinfonía, SirsiDynix, y VTLS.[cita requerida]

## Privacidad del usuario
Acumula cierta información identificable, como puede ser el número de tarjeta de acceso de usuarios de la biblioteca. Asimismo asegura y encripta toda la información personal proporcionada por el usuario durante el proceso de inscripción, no comparte información o actividad con redes de anuncio u otras entidades que no estén directamente implicados en los servicios de la biblioteca, no almacena ninguna información con respecto a préstamos, historia de libro, o si recientemente regresó elementos un usuario e inclusive siendo cuestionable por usuarios que la utilizan.